# 상관모욕죄
상관모욕죄는 군형법 제64조에 규정된 범죄이다. 형법상의 모욕죄와 명예훼손죄와 달리, 벌금형이 없는 것이 특징이다. 또한 모욕죄는 친고죄이고, 명예훼손죄는 반의사불벌죄이나, 상관모욕죄는 그러한 제한이 없다. 미수범은 처벌하지 않는다.

## 설명
군형법 제64조(상관 모욕 등)
제1항 상관을 그 면전에서 모욕한 사람은 2년 이하의 징역이나 금고에 처한다.
제2항 문서, 도화 또는 우상을 공시하거나 연설 또는 그 밖의 공연한 방법으로 상관을 모욕한 사람은 3년 이하의 징역이나 금고에 처한다.
제3항 공연히 사실을 적시하여 상관의 명예를 훼손한 사람은 3년 이하의 징역이나 금고에 처한다.
제4항 공연히 거짓 사실을 적시하여 상관의 명예를 훼손한 사람은 5년 이하의 징역이나 금고에 처한다.
군형법은 군인 이외에도, 군무원, 군적(軍籍)을 가진 군의 학교의 학생·생도와 사관후보생·부사관후보생 및 병역법 제57조에 따른 군적을 가지는 재영 중인 학생, 소집되어 실역(實役)에 복무하고 있는 예비역·보충역 및 제2국민역인 군인에도 적용된다.(1조3항)
상관이란 명령복종 관계에서 명령권을 가진 사람을 말한다. 명령복종 관계가 없는 경우의 상위 계급자와 상위 서열자는 상관에 준한다.(2조1호) 따라서, 상사가 중위 면전에서 욕설을 하면 군형법 제64조 제1항 상관면전모욕죄가 된다. 다만 병사 상호 간에는 군 형법상 서열관계는 인정받지 않는다.
부하가 다수 공동하여 상관모욕죄를 범함을 알고도 그 진정을 위하여 필요한 방법을 다하지 아니한 경우에는, 군형법 제93조 부하범죄 부진정죄가 되어, 3년 이하의 징역이나 금고에 처한다.
- 대법원은, 전화상에서 상관을 모욕하는 경우에는, 군형법 64조1항 상관면전모욕죄에 해당하지 않는다고 본다.(2002도2539) 따라서, 직접 면전에서 욕설을 하면 범죄이나, 휴대폰으로 욕설을 하는 것은 군형법 64조의 범죄가 되지는 않는다. 그렇다고 하여, 휴대폰 상관 모욕이 자유롭다는 뜻은 아니다.

## 같이 보기
- 모욕죄
- 명예훼손죄